# Rambla del Agua (Rubite)
La Rambla del Agua es una localidad y pedanía española perteneciente al municipio de Rubite, en la provincia de Granada. Está situada en la parte centro-este de la comarca de la Costa Granadina. Cerca de esta localidad se encuentran los núcleos de El Lance, Casarones, Castillo de Baños de Arriba, Castillo de Baños de Abajo, La Guapa, Haza del Trigo y Castell de Ferro.

## Demografía
Según el Instituto Nacional de Estadística de España, en el año 2024 la Rambla del Agua contaba con 31 habitantes censados, lo que representa el 7,28% de la población total del municipio.

### Evolución de la población
| Gráfica de evolución demográfica de la Rambla del Agua entre 2014 y 2024 |
|                                                                          |
| Datos según el nomenclátor publicado por el INE.                         |

## Comunicaciones
Algunas distancias entre la Rambla del Agua y otras ciudades:
| Ciudades | Distancia (km) |
| -------- | -------------- |
| Rubite   | 18             |
| Motril   | 28             |
| Granada  | 86             |
| Almería  | 88             |
| Jaén     | 177            |
| Murcia   | 306            |

## Cultura

### Fiestas
La Rambla del Agua celebra sus fiestas el segundo fin de semana de junio en honor a la Virgen de las Angustias, patrona del pueblo. Cabe destacar la gran paella que se hace para todos los vecinos y visitantes en la plaza de la Ermita.